# Bulă
Bulă este un important personaj fictiv al umorului românesc, în esență neserios și care ajunge frecvent în situații penibile, dar pe care le depășește cu succes.
Bulă – prototip de personaj paradoxal: idiot și genial, a apărut în cultura populară în timpul regimului comunist din România.
Numele, pe lângă alte înțelesuri, vine de la cuvântul   "bulă".
În 2006 Televiziunea Română a realizat un concurs în care românii au votat cei mai mari 100 de români ai tuturor timpurilor. Bulă a ocupat locul 59 în acest top.
Silvian Cențiu, Un Român în Silicon Valley, comentând acest show, a spus: "Când am menționat numele Bulă, personajul omniprezent în glumele românilor, în San Francisco sau New York, am fost încântat să-i aud râzând pe membrii audienței, înainte să termin gluma – am știut că ei erau Români."